# حمامى شمسية
حمامى شمسية (بالإنجليزية: Solar erythema)‏ هي حالة جلدية تتميز باحمرار الجلد بعد التعرض للأشعة فوق البنفسجية، ولا يمكن الخلط بينها وبين حروق الشمس.